# Пономаренко, Николай Петрович
Никола́й Петро́вич Пономаре́нко (24 сентября 1925, Гайворон, Приморская губерния — 19 августа 2008, Хабаровск) — передовик советского железнодорожного транспорта, слесарь локомотивного депо Хабаровск-2 Дальневосточной железной дороги, Герой Социалистического Труда (1971). Почётный гражданин города Хабаровска.

## Биография
Родился в 1925 году в селе Гайворон, Приморского края в семье русских.
Участник Великой Отечественной войны. В 1942 году был мобилизован в РККА, с 1943 года в действующей армии. Войну закончил разведчиком наблюдательной батареи. Во время службы был представлен к двум медалям «За отвагу». Гвардии ефрейтор.
После войны возвратился на Дальний Восток. Сначала работал в леспромхозе в селе Троицкое Хабаровского края, а затем стал трудиться молотобойцем в локомотивном депо на станции Хабаровск-2. С 1948 года по 1964 работал по этой специальности. Затем переведен слесарем по ремонту тепловозов. Постоянно рационализировал рабочий процесс.
Указом Президиума Верховного Совета СССР от 4 мая 1971 года за достижение высоких показателей в деле развития железнодорожного транспорта Николаю Петровичу Пономаренко было присвоено звание Героя Социалистического Труда с вручением ордена Ленина и медали «Серп и Молот».
Активно работал с молодёжью. Возглавлял краевой совет по наставничеству. В 1990 году вышел на заслуженный отдых.
Проживал в городе Хабаровске. Умер 19 августа 2008 года. Похоронен на кладбище «Центральное».

## Награды
За трудовые и боевые успехи был удостоен:
- золотая звезда «Серп и Молот» (04.05.1971)
- орден Ленина (04.05.1971)
- Орден Отечественной войны II степени (11.03.1985)
- Орден Трудового Красного Знамени (1966)
- две медали За отвагу
- Медаль "За взятие Будапешта"
- Медаль "За взятие Вены"
- другие медали.

- Почётный гражданин города Хабаровска (29.04.1985)
- Почётный железнодорожник.